# نفر كا رع تي رع رو
نفر كا رع تي رع رو، (بالإنجليزية: Neferkare Tereru)‏، يحتمل أنه كان ملكا في الأسرة المصرية السابعة، خلال الفترة الانتقالية الأولى. (2181–2055 ق.م.). ويحمل الرقم 49 في قائمة أبيدوس للملوك. وكان مقر حكمه في منف.

## مقالات ذات صلة
- الأسرة المصرية السابعة
- قدماء المصريين
- قائمة الفراعنة